# Station Prouvy-Thiant
Station Prouvy-Thiant is een spoorwegstation in de Franse gemeente Prouvy. Het ligt langs de spoorlijn Lourches - Valenciennes.